# Node 4
Node 4, также известный как стыковочный узел (DHS), был предложен в качестве модуля Международной космической станции (МКС). В 2011 году НАСА рассматривало возможность 40-месячной разработки Node 4, что позволило бы запустить его в конце 2013 года.
Модуль «Узел 4» должен был быть построен с использованием испытательного образца конструкции «Node» (STA) и пристыкован к переднему порту модуля «Гармония». Испытательный образец конструкции был создан для упрощения тестирования оборудования МКС и должен был стать «Node 1». Однако во время строительства были обнаружены конструктивные недостатки. Строящийся «Node 2» был переименован в «Node 1», а STA (ex-Node 1) был отправлен на хранение в Космический центр Кеннеди (KSC).
Поскольку программа «Спейс шаттл» была закрыта, если бы было принято решение о строительстве и запуске «Node 4», она была бы запущена с помощью ракеты «Атлас V» или «Дельта IV».
В декабре 2011 года компания Boeing предложила использовать «Node 4» в качестве ядра станции «Gateway», которая будет построена на МКС и перемещена с помощью космического буксира в точку Лагранжа между Землёй и Луной (EML-1 или 2). Целью будет поддержка миссий по высадке на Луну с помощью многоразового лунного посадочного модуля после первых двух полётов SLS. Она также удовлетворит потребность в хранилище топлива L1 для лунных миссий. Другое оборудование будет включать в себя шлюз, международный модуль и модуль жизнеобеспечения на базе Многоцелевого модуля снабжения.
В июне 2020 года Node STA был перенесён из космического центра Кеннеди в Центр посадки шаттлов, чтобы освободить место для коммерческих партнёров.

## Внешние сайты
Hi-res spherical panorama inside the Node 4 module exterior shell located in the SSPF, Nov 10, 2010